# Матренкино (Ивановская область)
Матрёнкино — деревня в Тейковском районе Ивановской области. Входит в состав Новолеушинского сельского поселения.

## География
Находится в юго-западной части Ивановской области на расстоянии приблизительно 2 км на юго-запад по прямой от районного центра города Тейково.

## История
Населенный пункт официально образован уже в XXI веке, хотя уже значился на карте 1995 года. В 2002 году еще не учитывался как отдельный населенный пункт.

## Население
Постоянное население составляло 9 человек в 2010 году.